# Molières (Lot)
Molières ist eine französische Gemeinde mit 357 Einwohnern (Stand: 1. Januar 2022) im Département Lot in der Region Okzitanien. Sie gehört zum Arrondissement Figeac und zum Kanton Saint-Céré. An der nördlichen Gemeindegrenze verläuft das Flüsschen Biarque. Nachbargemeinden sind Bannes im Nordwesten, Saint-Paul-de-Vern im Norden, Ladirat im Nordosten, Terrou im Osten, Espeyroux im Süden und Leyme im Westen.

## Bevölkerungsentwicklung
| Jahr      | 1962 | 1968 | 1975 | 1982 | 1990 | 1999 | 2007 | 2018 |
| --------- | ---- | ---- | ---- | ---- | ---- | ---- | ---- | ---- |
| Einwohner | 518  | 455  | 435  | 447  | 403  | 364  | 368  | 358  |